# Gryfice (stad)
Gryfice (Duits: Greifenberg in Pommern) is een stad aan de Rega in het Poolse woiwodschap West-Pommeren, behorend tot de powiat Gryficki. De stad telde in 2015 16.853 inwoners.

## Geschiedenis
Gryfice werd in 1262 als stad met Lübecks stadsrecht gesticht door de Pommerse hertog Wartislaw III van het huis Greifen, die eerder onder meer ook het Voor-Pommerse Greifswald stichtte. Beide steden heten naar de Greifen en hebben een griffioen (grijpvogel) als wapendier. Gryfice werd overigens pas na Wartislaws dood voor het eerst Griphenberch genoemd. De stad trad in 1365 toe tot de Hanze; ze had als handelsstad vooral concurrentie te duchten van het stroomafwaarts gelegen Trzebiatów (Treptow). In 1648 kwam Gryfice aan Brandenburg, dat later zou opgaan in Pruisen. Daartoe zou het tot 1945 blijven behoren. Na de Tweede Wereldoorlog werd de stad door het Rode Leger veroverd en werd de Duitse bevolking verdreven en vervangen door Poolse immigranten.

## Verkeer en vervoer
- Station Gryfice

## Geboren
- Grzegorz Krychowiak (1990), voetballer